# Niskalampi
Niskalampi är en sjö i Finland. Den ligger i kommunen Kuhmo i landskapet Kajanaland, i den östra delen av landet, 500 km nordost om huvudstaden Helsingfors. Niskalampi ligger 193 meter över havet. Arean är 9,2 hektar och strandlinjen är 1,44 kilometer lång. Sjön  ingår i Uleälvens huvudavrinningsområde. 